# Vöcsökréce

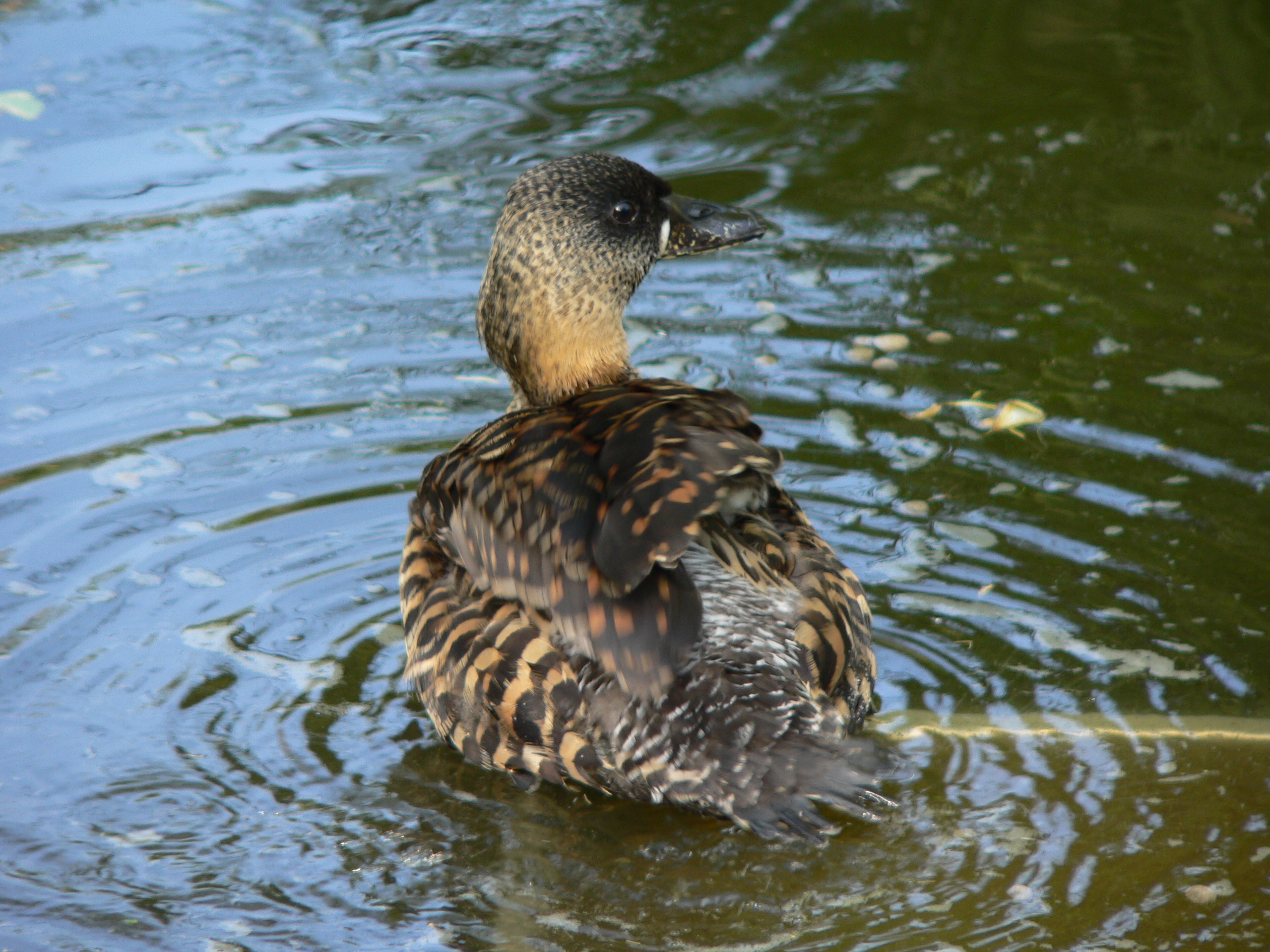

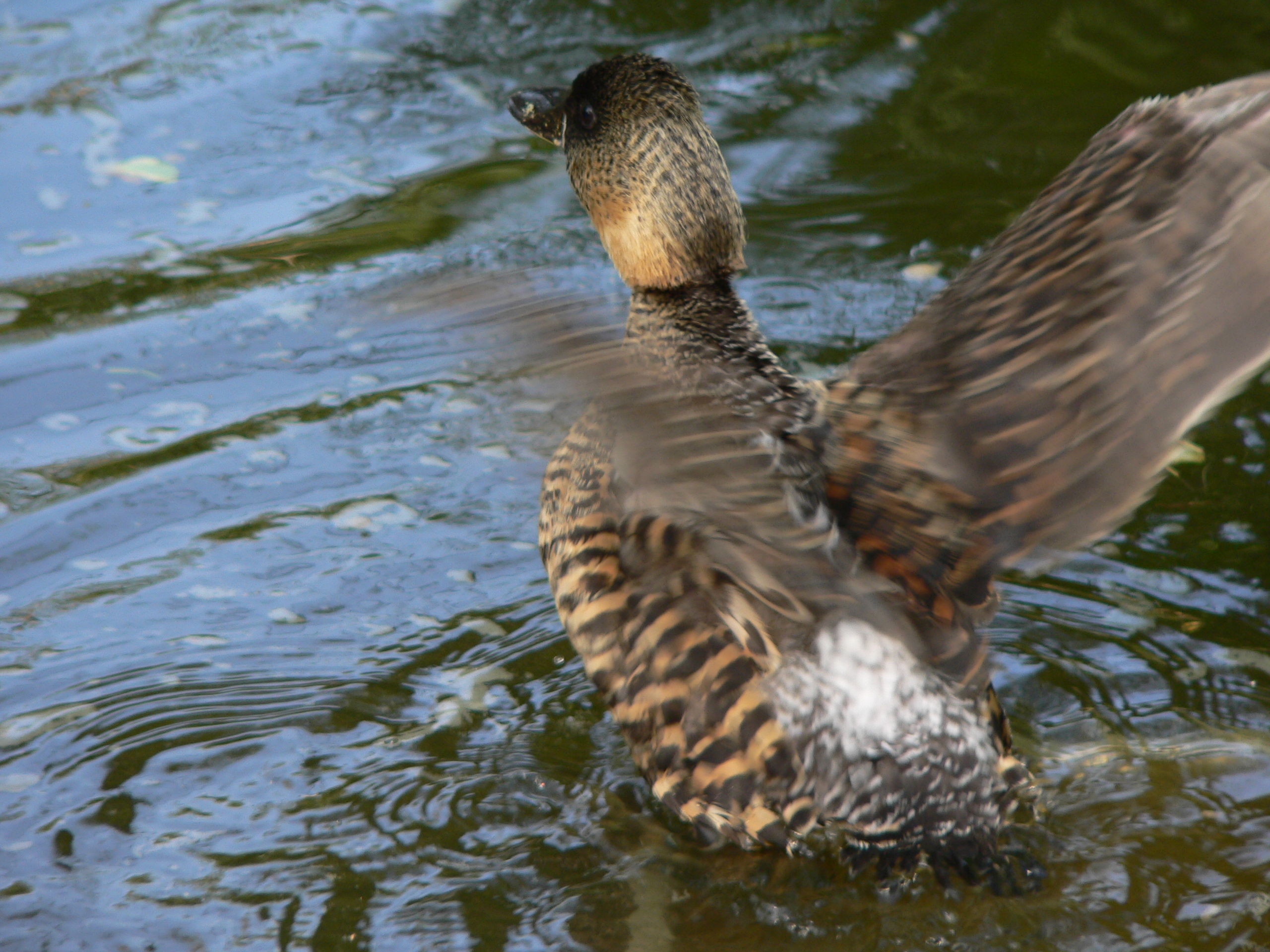

A vöcsökréce vagy más néven fehérhátú fütyülőlúd (Thalassornis leuconotus) a lúdalakúak (Anseriformes) rendjébe, ezen belül a récefélék (Anatidae) családjába, a fütyülőlúdformák (Dendrocygninae) alcsaládjába tartozó trópusi úszómadár. A vöcsökrécék (Thalassornithini) nemzetségének egyetlen képviselője. Újabban egyes rendszerezők külön alcsaládba helyezik a réceféléken belül Thalassornithinae néven. Minden más récefélétől erősen különböző faj.

## Rendszertan
A vöcsökrécét korábban a réceformák (Anatinae) alcsaládján belül a halcsontfarkú récék (Oxyyurini) nemzetségébe sorolták, főleg alaktani bélyegek alapján. Később azonban kiderült, hogy a faj csak életmódja miatt (főleg bukáshoz alkalmazkodott faj) hasonlít a halcsontfarkú récékre, és hiányoznak róla az azokra jellemző merev faroktollak. Az újabb kutatások kimutatták, hogy a vöcsökréce a fütyülőludakkal áll közelebbi rokonságban. Mivel azonban a faj a bukáshoz alkalmazkodott, alakja eltér az igazi fütyülőludakétól. Ma általában a fütyülőlúdformák közé sorolják, bár újabban egyes rendszerezők külön alcsaládba helyezik a réceféléken belül Thalassornithinae néven.

## Elterjedése
Afrikában, a Szaharától délre sokfelé megtalálható, Etiópiától Dél-Afrikáig illetve Nyugat-Afrikában Szenegáltól Csádig, valamint Madagaszkáron.

## Alfajai
- afrikai vöcsökréce (Thalassornis leuconotus leuconotus) – nem fenyegetett.
- madagaszkári vöcsökréce (Thalassornis leuconotus insularis) – Csak Madagaszkár szigetén él, és a vadászat, élőhelyeinek elvesztése és idegen, betelepített récefajok konkurenciája miatt veszélyeztetettnek számít.

## Megjelenése
Mintegy 45 centiméter hosszú és 625-800 gramm súlyú madár.
A nemek egyformák.
Barnafoltos tollazata, sárgával tűzdelt fekete csőre és zöldesszürke lábai vannak.

## Életmódja
Bukáshoz alkalmazkodott faj. Tavakon, mocsarakban él, ahol gyorsan a víz alá tud bukni ellenségei elől.
Akár fél percig is a víz alatt tud maradni és 65 méter mélyre is lemerülhet.
Különféle növényi részekkel (levelekkel, magvakkal) táplálkozik, előszeretettel fogyasztja a tavirózsák magvait.
A fiókák rovarlárvákat is fogyasztanak.
Táplálékát vagy a felszínen szedi össze vagy mélyre bukva gyűjti be, de akkor is visszatér vele a felszínre és ott fogyasztja el.

## Szaporodása
Tartós párkapcsolatban élő réceféle.
Mindkét nem részt vesz a fészeképítésben, a kotlásban és a fiókák gondozásában.